# Ziethen (Lauenburg)
Ziethen ist eine Gemeinde im Kreis Herzogtum Lauenburg in Schleswig-Holstein.

## Geographie

### Geographische Lage
Unmittelbar östlich vom Gemeindegebiet der Kreisstadt Ratzeburg gelegen, erstreckt sich das Gemeindegebiet Ziethens nahezu bis an den Lankower See sowie Grammsee im Osten. Landschaftlich wird es zum Naturraum des Westmecklenburgischen Seenhügellandes (Haupteinheit Nr. 750) gerechnet, dem westlichsten Teilgebiet der Mecklenburgischen Seenplatte.

### Ortschaften
Sande und Wietingsbek liegen im Gemeindegebiet.

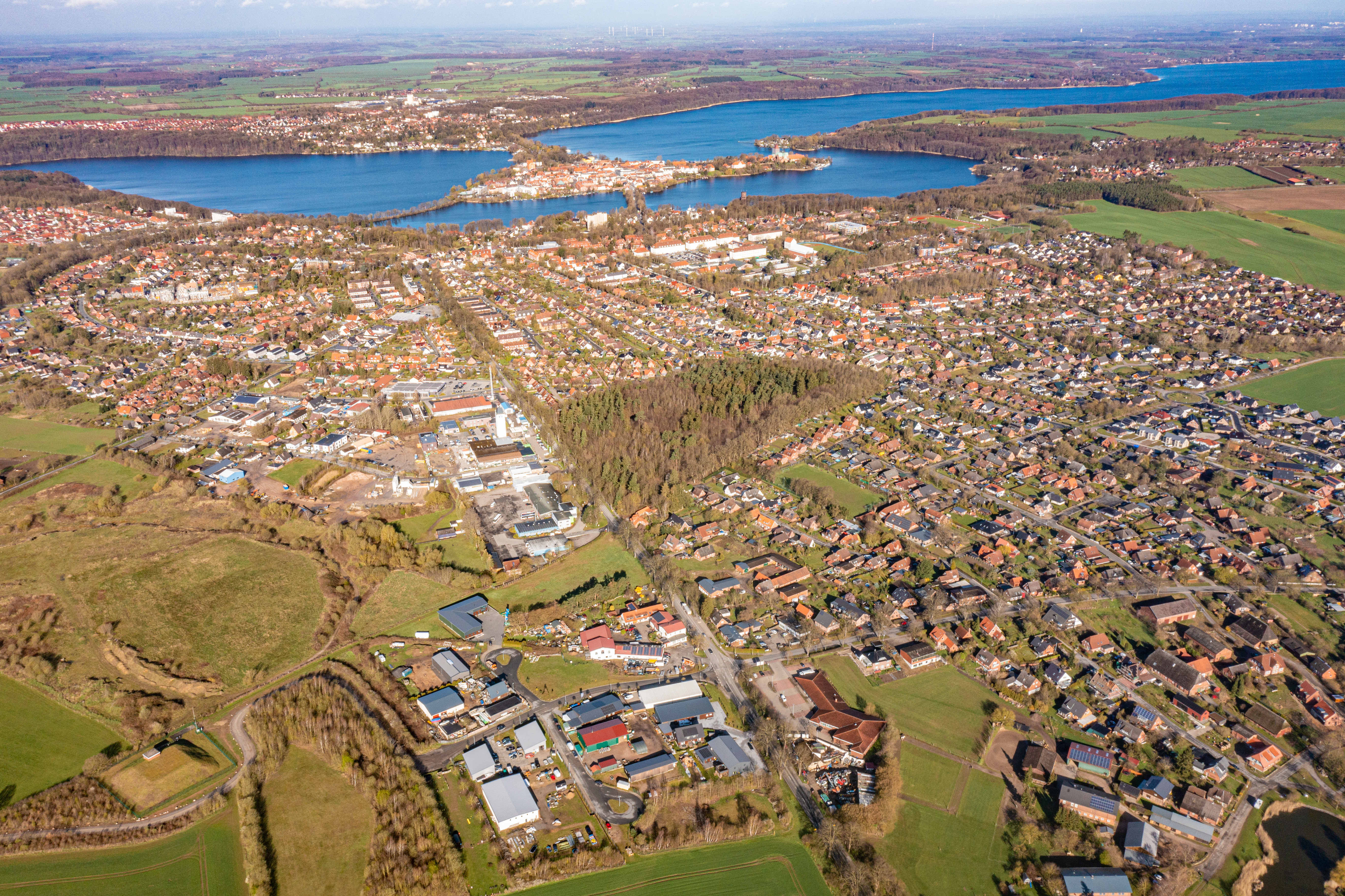
Ziethen, im Hintergrund Ratzeburg (2023)

### Nachbargemeinden
Unmittelbar benachbart von Ziethen liegen die nachfolgend genannten Gemeindegebiete:
| Mechow    | Dechow                                      |        |
| Ratzeburg | Kompassrose, die auf Nachbargemeinden zeigt | Mustin |
|           | Salem                                       |        |

## Geschichte
Ziethen wurde als Cithene im Isfriedschen Teilungsvertrag von 1194 erstmals urkundlich erwähnt. Darin wurde das gesamte Dorf auf das Kapitel des Ratzeburger Domes übertragen. Deshalb gehörte das Dorf anschließend zum Hochstift Ratzeburg und dem daraus hervorgegangenen Fürstentum Ratzeburg, später Mecklenburg-Strelitz. Erst durch das Barber-Ljaschtschenko-Abkommen wurde die ehemals mecklenburgische Gemeinde der britischen Besatzungszone und somit dem Land Schleswig-Holstein zugeordnet. Die Kirchgemeinde Ziethen hingegen blieb bis 1998 Teil der Evangelisch-Lutherischen Landeskirche Mecklenburgs, wurde jedoch seit 1954 von der Landeskirche Schleswig-Holstein und dann von der Nordelbischen Kirche verwaltet.

## Politik

### Gemeindevertretung
Bei der Kommunalwahl am 14. Mai 2023 wurden insgesamt elf Sitze vergeben. Von diesen erhielt die Wählergemeinschaft Ziethen sieben Sitze und die CDU vier Sitze.

### Wappen
Blasonierung: „Durch einen silbernen Wellenbalken von Blau und Rot geteilt. Oben drei goldende Rohrkolben, unten ein unter einer goldenen Krone schwebendes, silbernes lateinisches Kreuz und ein silberner Pferdekopf.“
Historische Begründung: Die drei goldenen Rohrkolben in der oberen Hälfte sollen auf eine mögliche Ableitung des Ortsnamens vom slawischen Sit'n in der Bedeutung von Binse oder Riedgras und dadurch auf den feuchten Standort verweisen. Die Anzahl bezieht sich auf die drei heutigen Ortsteile von Ziethen (das eigentliche Dorf rund um die 1595 neu erbaute Kirche und die Ortsteile Wietingsbek und Sande). Neben dem allgemeinen Reichtum der Region an natürlichen Gewässern soll der silberne Wellenbalken speziell auf den Ende des 19. Jahrhunderts trockengelegten „Ziethener See“ hinweisen. In der linken unteren Hälfte ist das Wahrzeichen des Landes Ratzeburg (silbernes lateinisches Kreuz mit goldener Krone), das dieses nach der Säkularisation des Bistums und dessen Eingliederung als weltliches Fürstentum in das Herzogtum Mecklenburg-Strelitz erhalten hatte, abgebildet. In der rechten unteren Hälfte wird mit dem Pferdekopf auf die heutige Zugehörigkeit als Bestandteil des Kreises Herzogtum Lauenburg hingewiesen. Die Gemeinde Ziethen gehörte bis 1945 zu Mecklenburg und kam aufgrund eines Austauschvertrages zwischen der britischen und der sowjetischen Besatzungsmacht unter schleswig-holsteinische Verwaltung, welches durch die Wappenfarben (blau, silber, rot) unterstrichen wird.

## Sehenswertes
Die St. Laurentiuskirche in Ziethen wurde 1591–1595 durch den Dompropst Ludolf Schack anstelle eines Vorgängerbaues im Stil der Backsteinrenaissance errichtet. Die Ausstattung des älteren Kirchbaus ist teilweise erhalten. So eine Statue des Ansverus. Die Kirchgemeinde ist Eigentümerin des Garrensees.

## Wirtschaft und Infrastruktur
Die Gemeinde liegt an der Bundesstraße 208. Gemeinsam mit der Kreisstadt Ratzeburg errichtete die Gemeinde Ziethen ein Gewerbegebiet.

## Sehenswürdigkeiten

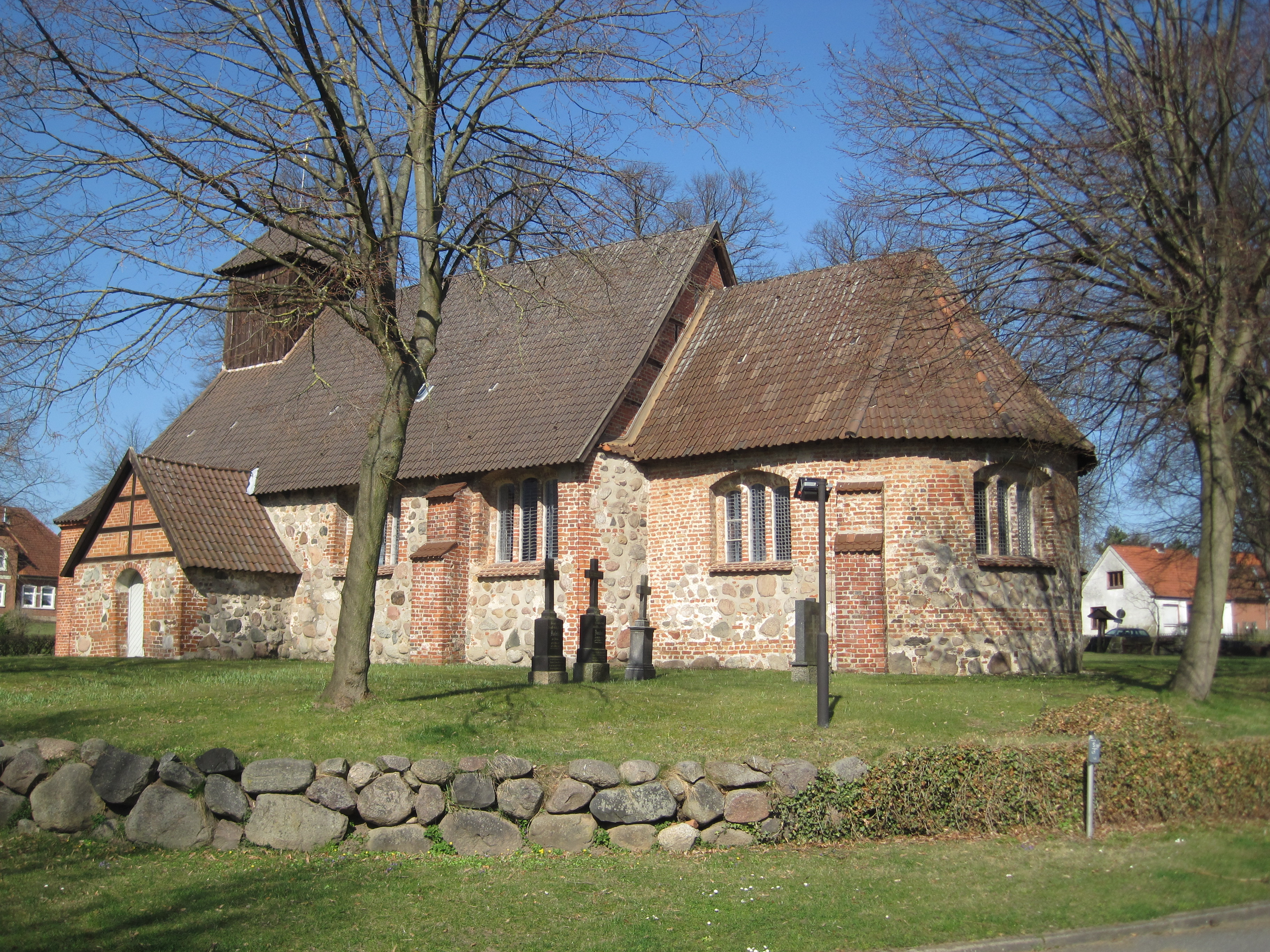
St. Laurentius in Ziethen von Südosten (2012)

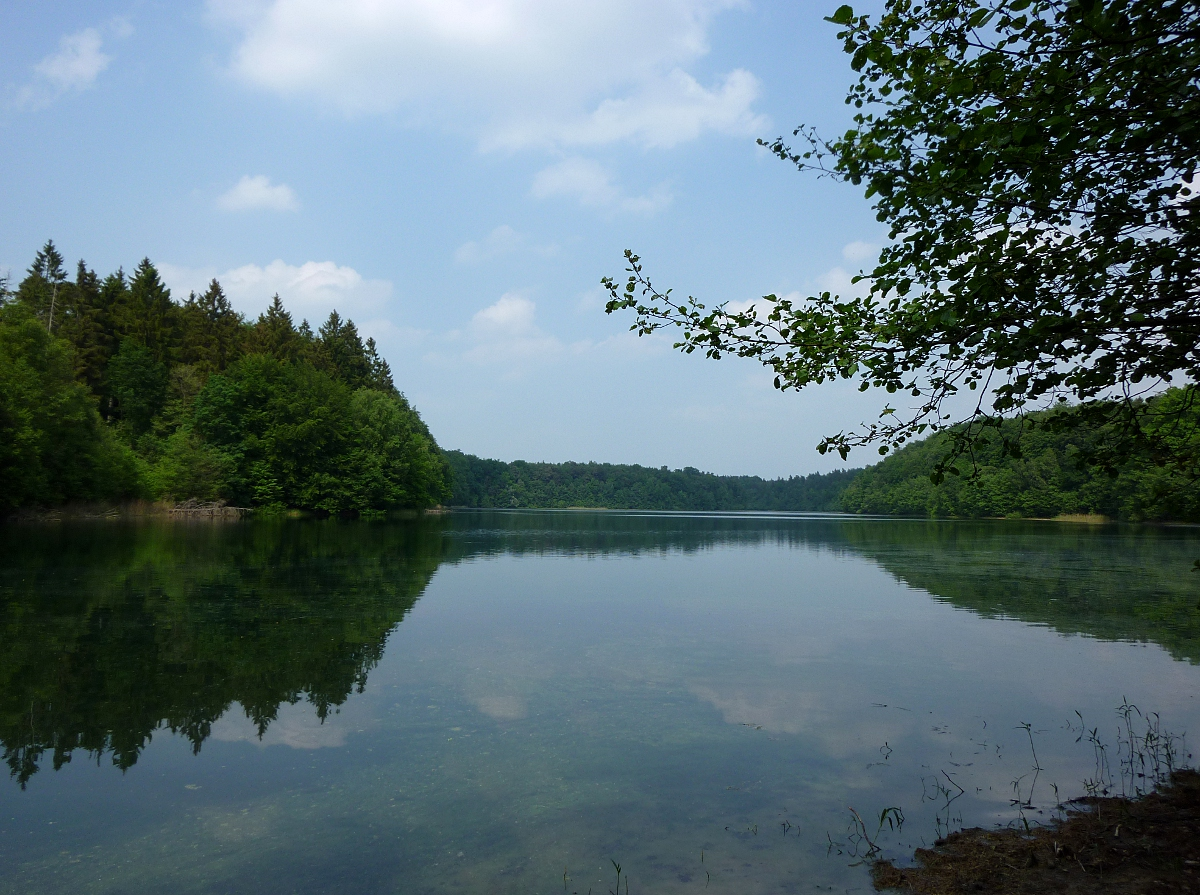
Blick vom Südufer über den Garrensee (2011)

In der Liste der Kulturdenkmale in Ziethen (Lauenburg) stehen die in der Denkmalliste des Landes Schleswig-Holstein eingetragenen Kulturdenkmale.

## Persönlichkeiten
- Johann Christian Friedrich Dietz (1765–1833), 1812–1833 Pastor in Ziethen
- Johannes Reinke (* 3. Februar 1849 in Ziethen; † 25. Februar 1931 in Preetz), deutscher Botaniker und Philosoph